# Патриций (узурпатор)
Вижте пояснителната страница за други личности с името Патриций.
Патриций  (на латински: Patricius; хебр.: נטרונא  – Natrona; † 351/352 г.) e вожд на юдейските въстаници против римския император Констанций II през 351/352 г.
С въстанието юдеите се надигат против корупционния потискащ режим на управляващия в Антиохия императорски представител Констанций Гал и строгата християнско-арианска политика.
В Sepphoris (Diocaesarea) в Галилея въстаниците (Бунт срещу Гал) нападат, обезоръжават римския гарнизон и провъзгласят Патриций за „крал“ и се разпространяват из Палестина. Констанций Гал изпраща войска с командир генерал Урсицин и въстанието е потушено бързо и брутално през 352 г.
Градовете Sepphoris, Tiberias и Diospolis са разрушени.
Патриций според един мидраш e убит в решителната битка при Акон.